# 玉都街道 (南阳市)
玉都街道，是中华人民共和国河南省南阳市镇平县下辖的一个乡镇级行政单位。

## 行政区划
玉都街道下辖以下地区：
建设东路社区、新城区社区、五里岗村、大刘营村、李店营村、北张庄村、肖营村、碾坊庄村、刘家岗村、四里庄村、唐家庄村、白河村、周家村、十里庄村、安国村、尧庄村、苏寨村和刘洼村。